# أبرشية بيروت الكاثوليكية المارونية
تُعد أبرشية بيروت الكاثوليكية المارونية مقرًا أثريًا للكنيسة المارونية التي تخضع مباشرة للكرسي الرسولي في لبنان، واعتبارا من عام 2012، كان هناك 232000 تعميد، رئيس أساقفتها الحالي المطران بولس عبد الساتر.

## الإقليم والإحصاءات
تشمل الأبرشية محافظة بيروت والجزء المركزي من محافظة جبل لبنان، ومقعدها الأثري هي مدينة بيروت، حيث تقع كاتدرائية القديس جورج.
تنقسم المنطقة إلى 127 أبرشية، واعتبارًا من عام 2012 كان هناك 232,000 كاثوليكي ماروني.

## التاريخ
يعود وجود مجتمع ماروني كبير في بيروت إلى الحروب الصليبية كما شهد وليام صور. مع رحيل الصليبيين كان للمجتمع انخفاض حتمي. وأول أسقف معروف هو «يوسف» وقد ورد ذكره في عام 1577 في سجلات البطريرك بطرس استيفان الدويهي. ومع ذلك فإن تاريخ أساقفة بيروت الموارنة في العصور الماضية غير دقيقة للغاية.
بعد ذلك، كان لبيروت قرن على الأقل قبل العثور على اسم أسقف آخر يوسف دمشق (السامي، 1691). ومنذ ذلك الوقت وحتى الآن أصبح عدد الأساقفة منتظم دون انقطاع.
لم يكن يسكن الأساقفة المدينة ولكن بدأ «بيتر كرم أبو الأساقفة» في الإقامة الدائمة في بيروت، وأدى ذلك لتطور المجتمع الماروني في بضع سنوات (1850 - 1870) من 3000 إلى 15000 مؤمن.
واجه الأسقف طوبيا عون مشكلة عندما استحوذ على مقعده في مواجهة معارضة من شريحة من الموارنة دعمت «نيكولا مراد» الذي يتطلع ليصبح أسقفًا لبيروت، وفي النهاية أقنعه عون بالتخلي عن طموحه، واستولى الأسقف عون على الكرسي في 10 يونيو 1847.
سافر عون إلى روما في عام 1862 واستقبله شخصيًا خلال جمهور خاص البابا بيوس التاسع وعينه مساعدًا للعرش البابوي، وفي منصب «مساعد العرش البابوي» أصبح عون «كونت روما» وأحد النبلاء البابويين.
في 1862 استقبل الإمبراطور نابليون الثالث المطران عون في باريس وحصل على وسام جوقة الشرف الفرنسي، وفي نفس العام استقبله السلطان عبد العزيز في القسطنطينية وحصل على وسام مجيدي من الإمبراطورية العثمانية (نيشان المجيدة).
وفي عام 1869 عاد عون إلى روما بصفته أب «المجمع الفاتيكاني الأول» الذي دعا إليه البابا بيوس التاسع، وبدأ تشييد قصر الأسقفية الذي أنها بناءه خلفه يوسف ديبس، أحيث أعاد ديبس بناء كاتدرائية القديس جورج بالأشكال التي نراها اليوم وافتتح مدرسة دينية ثانوية.
أمضى «أسقف بيير شبلي» معظم شبابه في فرنسا، وخلال الحرب العالمية الأولى تم نفيه من قبل الأتراك في أضنة حتى وفاته.
تُعتبر الأبرشيّة واحدة من أكثر الأثريّات ازدحامًا بين الأبرشيّات في الكنيسة المارونيّة، وقد زارها ثلاثة باباوات وهم بول السادس في 1964، وجون بول الثاني في 1997،وبنيديكت السادس عشر في سبتمبر 2012.

## رؤساء أساقفة الأبرشية
- يوسف (1577 -)
- يوسف ناتان البلوساني (1626-1650 متوفى)
- يوسف السامي (27 يناير 1691 - 1698 استقال)
- جورج خير الله استيفان (1698 - 1716 استقال)
- عبد الله Qara'ali (Aqraoli)، OLM (17 سبتمبر 1716 - 6 يناير 1742 متوفى)
- يوحنا اسطفان (استيفان) (1743 - 1754 تم سحبها)
- جوزيف إستيفان (تم تكريس أغسطس 1754 - 6 أبريل 1767 أكد بطريرك أنطاكية الماروني)
- أثناسيوس الشينيه (1768 - 1778 متوفى)
- مايكل فاضل (1779 [2] - 10 سبتمبر 1793، انتخب بطريرك أنطونيو الماروني)
  - إرميا نجم (11 نوفمبر 1779 - 8 يونيو 1802 المتوفى)
- مايكل فاضل الثاني (تم تأكيد 27 يونيو 1796 [3] - 2 يونيو 1819 المتوفى)
- بيتر أبو كرم (28 نوفمبر 1819 - 15 يناير 1844 المتوفى)
- طوبيا عون (31 ديسمبر 1844 - 4 أبريل 1871 المتوفى) [4]
- جوزيف ديبس (11 فبراير 1872 - 7 أكتوبر 1907 المتوفى)
- بيير شبلي (سسيبلي) (14 فبراير 1908 - 30 مايو 1917 المتوفى)
- Ignace Mobarak (23 فبراير 1919 - 20 يناير 1952)
- Ignace Ziadé (26 يناير 1952 - 4 أبريل 1986 تقاعد)
- خليل أبي نادر (4 أبريل 1986 - 8 يونيو 1996 سحب)[5]
- بول يوسف مطر، (منذ 8 يونيو 1996)
- بولس عبد الساتر (2019 - إلى الآن)